# دوه دره‌سی
دوه دره‌سی یک منطقهٔ مسکونی در ایران است که در دهستان قشلاق غربی واقع شده‌است. دوه دره‌سی ۵۳ نفر جمعیت دارد.